# 더 바디쇼
《더 바디쇼》(THE BODY SHOW)는 대한민국의 채널인 《온 스타일》의 바디 전문 예능 프로그램이다.

## 같이 보기
- 더 바디쇼 시리즈
- 더 바디쇼 2